# Nelumbonaceae

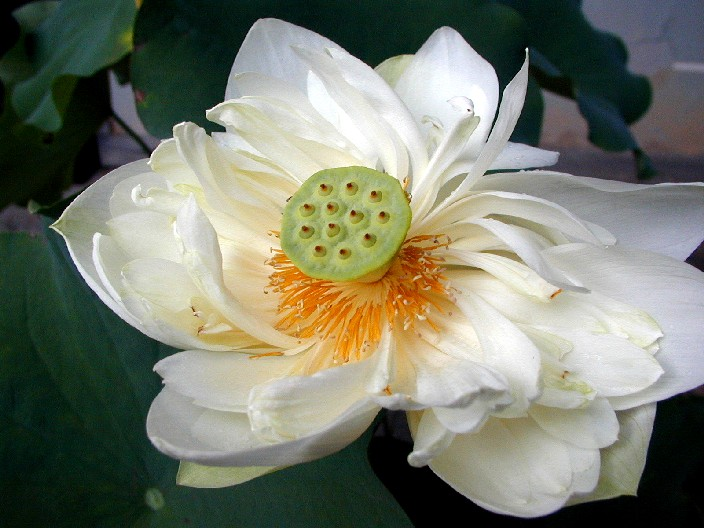
Flor de Nelumbo nucifera.

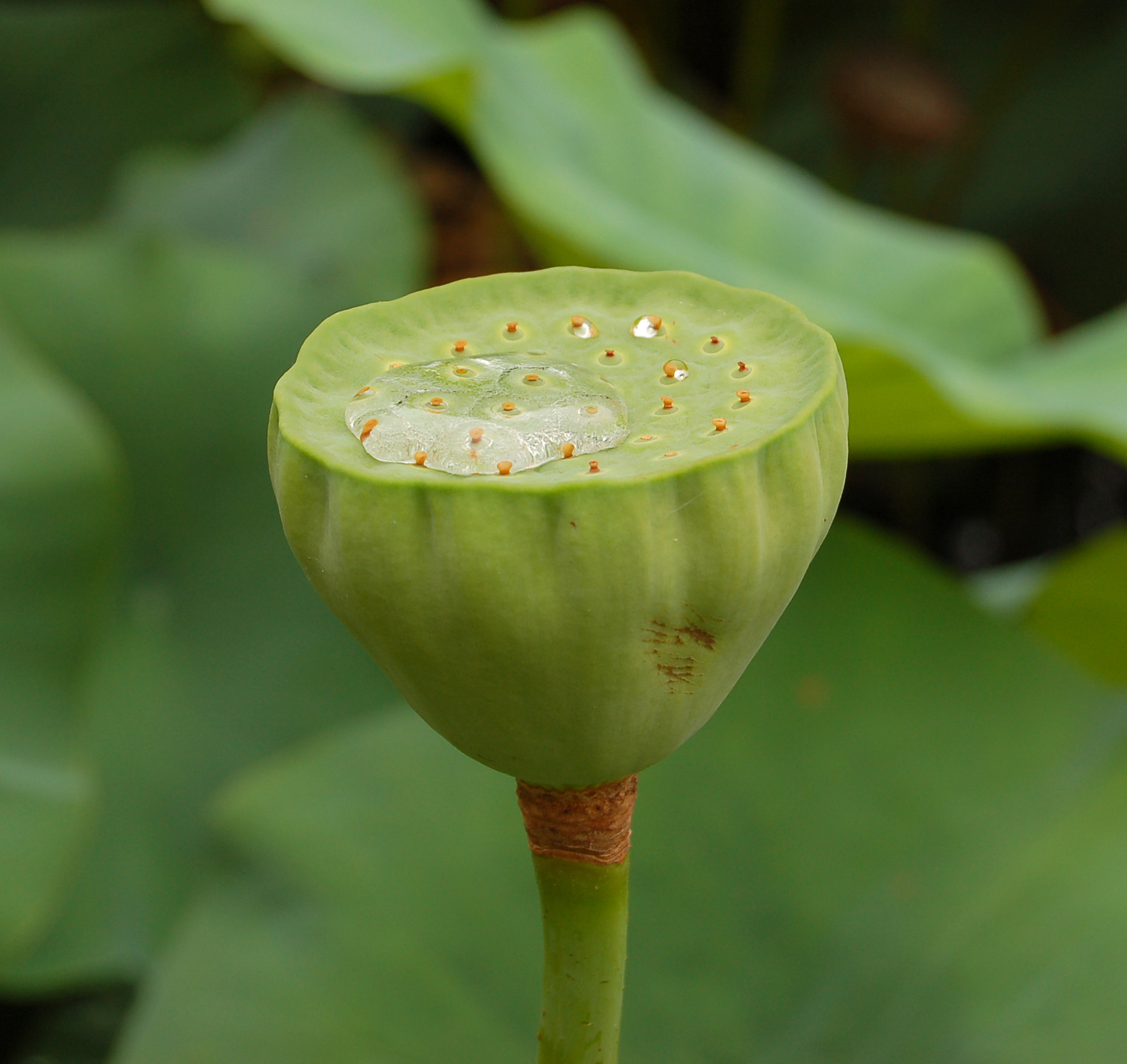
Fruto composto de Nelumbo nucifera

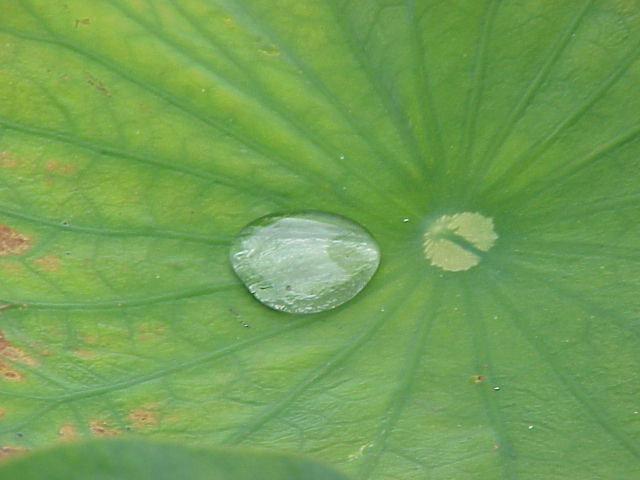
Superfície foliar hidrófoba de Nelumbo lutea.

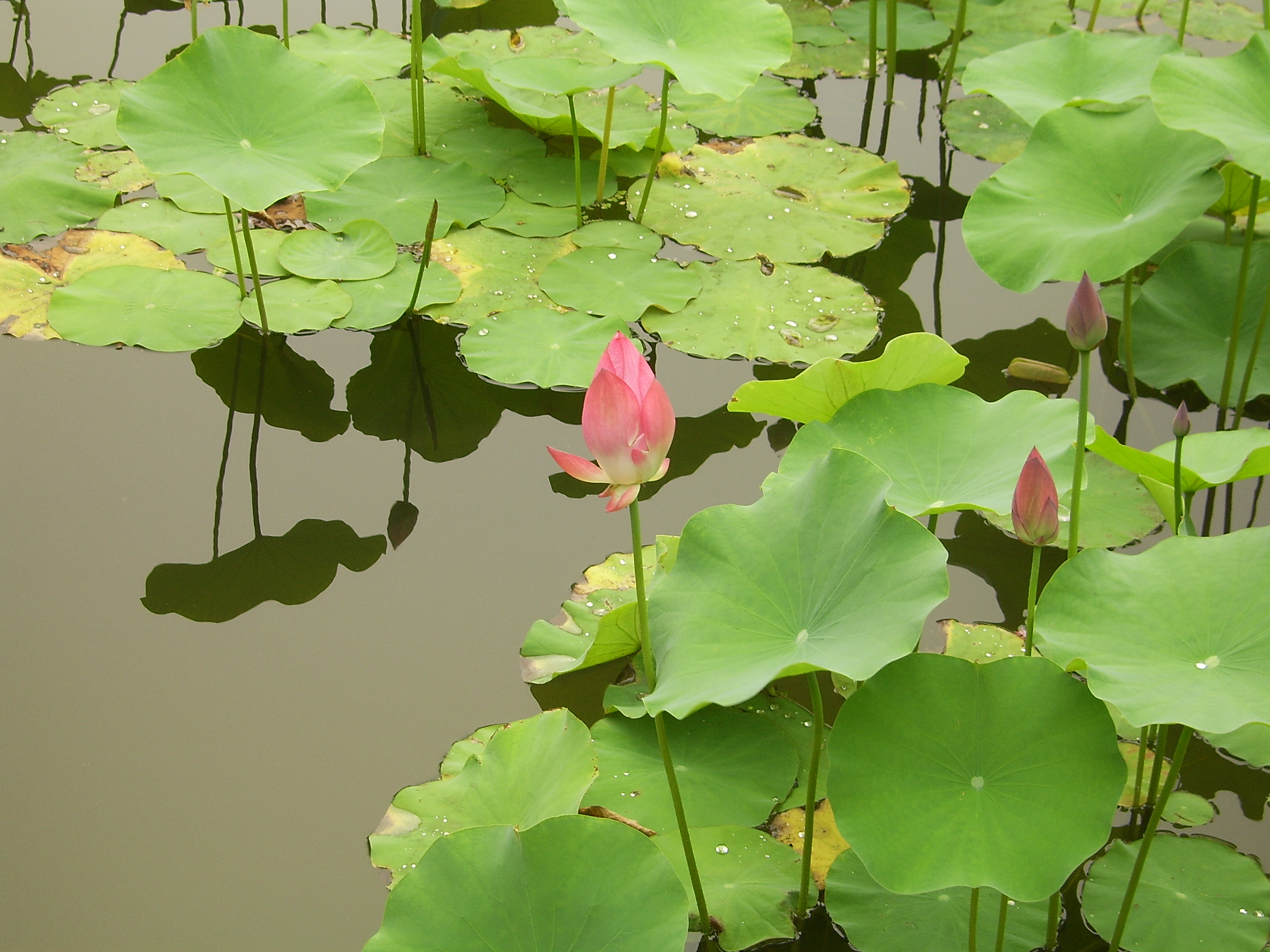
Hábito dos lotus.

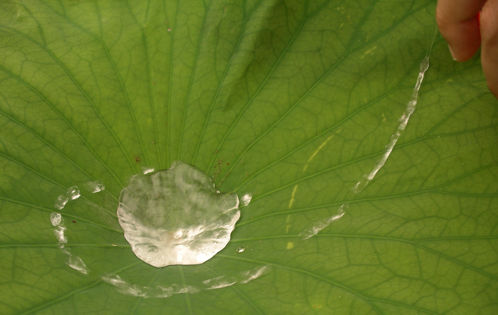
Folha mostrando o limbo côncavo com nervação actinódroma e cutícula hidrófoba.

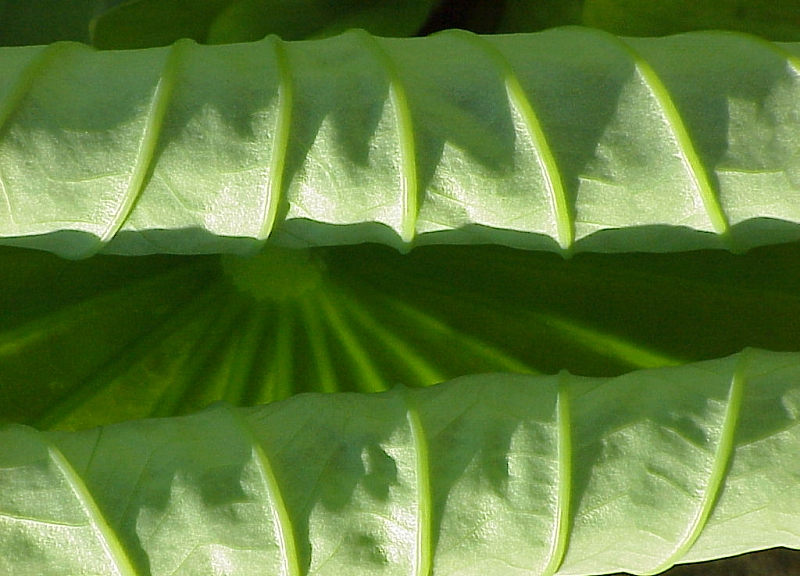
Folha mostrando a vernação involuta.

Nelumbonaceae é uma família de plantas aquáticas com flor (angiospérmicas da divisão Magnoliophyta), conhecidas pelo nome comum de lótus ou loto, pertencente à ordem Proteales. A família inclui um único género, Nelumbo Adans., 1763, com duas espécies que se distribuem pelo sul da Rússia, Ásia, norte da Austrália, leste da América do Norte, América Central e Antilhas. O nome Nelumbo provém do cingalês ne-lum bu, o nome comum das plantes desta família no Sri Lanka.

## Descrição
As espécies incluídas na família Nelumbonaceae são ervas aquáticas perenes, com rizomas horizontais a que se juntam tubérculos em forma de banana no extremo dos rizomas no final da estação de crescimento. As plantas apresentam laticíferos articulados, cutícula recoberta por uma substância cerosa em túbulos agrupados. Os nodos do caule apresentam raízes adventícias, com uma folha e um catáfilo carnoso envolvendo a sua base num lado e outro catáfilo no lado oposto. Indumento ausente.
As folhas simples, peltadas, emersas ou flutuantes, pecíolos cilíndricos, de até 2 m de largura, com acúleos, o limbo côncavo, de 10–100 cm de diâmetro, orbicular, inteiro, a face superior glauca e hidrófoba pela presença de cera, nervação actinódroma, dividindo-se dicotomicamente, vernação involuta, estípulas intrapeciolares, invaginantes, ocreiformes. Estomas anomocíticos, haploqueílicos, epistomáticos.
Os caules são rizomatosos, com xilema sem vasos, cavidades secretoras presentes, com látex. Rizomas, raízes e pecíolos com aerênquima desenvolvido, deixando grandes espaços intercelulares, as células que recobrem os canais aéreos com acumulações de cristais de oxalato cálcico. Feixes de vasos colaterais, esparsos, sem câmbio. Limbo foliar com cavidades secretoras contendo látex, sem idioblastos esclerenquemáticos. Raízes com vasos xilemáticos.
As flores são perfeitas, actinomorfas, solitárias, aparentemente axilares, sem bracteolas, hipóginas, com perianto de disposição espiralada, grandes (10–100 cm de diâmetro), com um sistema vascular cortical, de coloração rosa, branca ou amarelada, colocada acima da superfície da água sobre pedúnculos cilíndricos de até 2 m de comprimento. Receptáculo obcónico, grande, truncado, esponjoso, os lados estriados a rugosos. Perianto usualmente caduco, imbricado, de 2(-8) sépalas e (10-)20-30 pétalas. Alguns autores consideram o perianto como formado de tépalas, diferenciadas em externas e internas, e não por sépalas e pétalas diferenciadas. Outros autores consideram que apenas os dois primeiros membros do perianto são sépalas, sendo os restantes pétalas, numa flor fundamentalmente dímera para toda a ordem Proteales.
Androceu de 200-300(-400) estames livres, filantéreos, anteras tetraesporangiadas, não versáteis, latrorsas ou introrsas, com as dos membros externos extrorsas e las dos internos introrsas, tecido conectivo prolongado formando um apêndice uncinado, plano ou clavado, termógeno, deiscência longitudinal. Gineceu súpero, apocárpico de (2-)12-30(-40) carpelos livres, espiralados, incrustados na face superior do receptáculo, ocluídos por secreções, cada um com um estilódio muito curto ou quase ausente, estigma circular, húmido, com um canal descendente até ao ovário recoberto de largas papilas, óvulo 1(-2) por carpelo, anátropo, apótropo, bitégmico, crasinucelado, pêndulo, com cobertura nucelar e obturador funicular, placentação apical ventral.
O fruto é uma núcula globosa ou alargada, com poro apical, o pericarpo soldado à testa, ambos endurecidos, imersos num receptáculo acrescente e esclerificado.
As sementes soldadas ao pericarpo, com endosperma escasso ou praticamente inexistente, sem perisperma, embrião com dois cotilédones grossos, carnudos, a plúmula verde envolta numa bainha, a radícula não funcional. O pólen é globoso a esferoidal, tricolpado, tectado-columelado, superfície rugosa com perfurações tectais proeminentes ou reticulada. O número cromossómico é 2n = 16 em ambas as espécies do género.
A ântese de cada flor dura três dias. As flores são protogínicas, começando a deiscência das anteras a partir do segundo dia e a queda dos estames e do perianto ao terceiro dia. O conectivo estaminal e o seu apêndice são termogénicos, elevando a temperatura da flor cerca de 5-10 °C acima da temperatura ambiente, o que facilita a difusão de odores que atraem os insectos polinizadores, fundamentalmente coleópteros. Após queda do perianto e estames, o pedúnculo do fruto dobra-se 180° produzindo-se a maturação e o escurecimento do mesmo. O receptáculo desprende-se e cai à água, onde flutua com os frutos na parte emersa. Os frutos que se desprendem  também flutuam.
Em circunstâncias favoráveis, as sementes das espécies desta família mantém a viabilidade, permanecendo com capacidade de germinação durante vários séculos. A maior longevidade germinativa comprovada foi conseguida com sementes com uma idade estimada de 1,300 anos recuperadas nos sedimentos de um lago seco no nordeste da China.

## Sistemática
As Nelumbonaceae, por vezes referidas como a família dos lótus, é uma família de plantas com flor (Magnoliophyta), incluída no clado das eudicotiledóneas, cujos membros foram no passado incluídos na família Nymphaeaceae (em conjunto com os nenúfares). Contudo, os dados obtidos a partir do estudo da composição química e da análise molecular de genes como o gene rbcL sustentam que a família Nelumbonaceae é uma entidade diferente e filogeneticamente afastada das ninfeáceas. Com base em dados moleculares e morfológicos, o APW (Angiosperm Phylogeny Website) considera que o género constitui uma família monotípica da ordem Proteales.
Esses estudos moleculares vieram demonstrar que a relação entre as Nymphaeaceae e as Nelumbonaceae é na realidade um exemplo de evolução convergente, sendo as Nelumbonaceae uma família de eudicotiledóneas altamente modificadas pertencente à ordem Proteales, cujos parentes mais próximos são na realidade as Platanaceae e as Proteaceae. Assim, apesar de nos sistemas de classificação mais antigos estas espécies terem sido agrupadas com as ninfeáceas (Nymphaeaceae), com as quais compartilham muitas características morfológicas e adaptativas, essas semelhanças devem ser consideradas meros paralelismos, resultado de um processo de evolução convergente por adaptação ao habitat aquático.
O sistema APG III de 2009 (inalterado neste aspecto desde o sistema APG de 1998 e o sistema APG II de 2003) coloca a família na ordem Proteales, do clado das eudicots. O sistema de Cronquist, de 1981, também reconhecia esta família como um táxon autónomo, mas colocava-a na ordem Nymphaeales da subclasse Magnoliidae da classe Magnoliopsida (as dicotiledóneas). O sistema Dahlgren e o sistema Thorne (1992) também reconheciam como válida a família colocando-a numa ordem específica, a ordem Nelumbonales da superordem Magnolianae da subclasse Magnoliidae.
Na sua presente conformação, a família consiste num único género extante, Nelumbo, com duas espécies extantes de plantas aquáticas, com distribuição natural na América do Norte e Ásia (e talvez em algumas áreas adjacentes, mas largamente cultivadas).  Pelo menos quatro outros géneros, Nelumbites, Exnelumbites, Paleonelumbo e Nelumbago, são conhecidos do registo fóssil.
A distribuição natural actual da família é menos ampla do que foi em tempos passados, a julgar pelos seus restos fósseis. As espécies que integram a família ocorrem em charcos, pântanos, lagunas, lagos e cursos de água de corrente lenta, com águas até uma profundidade de 2 m.
São conhecidos numerosos fósseis atribuídos ao género Nelumbo, o único génro extante, ou parecidos com este (geralmente atribuídos ao género extinto Nelumbites) datados desde o Cretácico superior. Considera-se que a família apareceu há 121-115 Ma.
Na sua actual delimitação esta família contém apenas duas espécies, ambas pertencente ao género Nelumbo:
- Nelumbo lutea Willd.
- Nelumbo nucifera  Gaertn.

O género Nelumbo Adans., 1763 tem os seguintes sinónimos taxonómicos:
- Nelumbium Juss., 1789, uma variante ortográfica;
- Cyamus Sm., 1805;
- Tamara Roxb. ex Steud., 1841.

As duas espécies do género (que alguns autores reduzem a duas subespécies de uma única espécie) distinguem-se por:
- Perianto amarelo pálido, as sépalas usualmente persistentes. Pedúnculos florais e pecíolos sem acúleos, da misma altura. Núculas maduras 10-16 × 8–13 mm, normalmente menos de 1,25 vezes mais longas que largas.

Espécie Nelumbo lutea Willd., 1799.
- Perianto rosa ou branco, caduco. Pedúnculos florais e pecíolos usualmente com acúleos ou papilas duras, com os pedúnculos mais longos que os pecíolos. Núculas maduras 10-20 × 7–13 mm, normalmente mais de 1,5 vezes mais longas que largas.

Espécie Nelumbo nucifera Gaertn., 1788.

## Fitoquímica e usos
Conhece-se a presença de numerosos alcaloides benzilisoquinolínicos, tais como a benziltetrahidroisoquinolina, a aporfina, a proaporfina e a bisbenziltetrahidroisoquinolina. Também estão presentes flavonóis, flavonas e proantocianidinas. As ceras cuticulares são muito diferentes das que ocorrem nas ninfeáceas, baseadas fundamentalmente no nonacosan-4,10-diol ou nonacosan-5,10-diol. Ácido elágico, saponinas e sapogeninas ausentes. As plantas não são cianogénicas.
Ambas as espécies se usam ou foram usadas na alimentação humana, utilizando-se fundamentalmente as sementes (cozidas ou tostadas, sem o embrião amargo) e o rizoma (cozido ou salteado). Como flor cortada, apesar da sua beleza, estas espécies têm pouco uso devido à sua curta duração. A planta inteira é usada em jardinagem para cobrir superfícies de água.

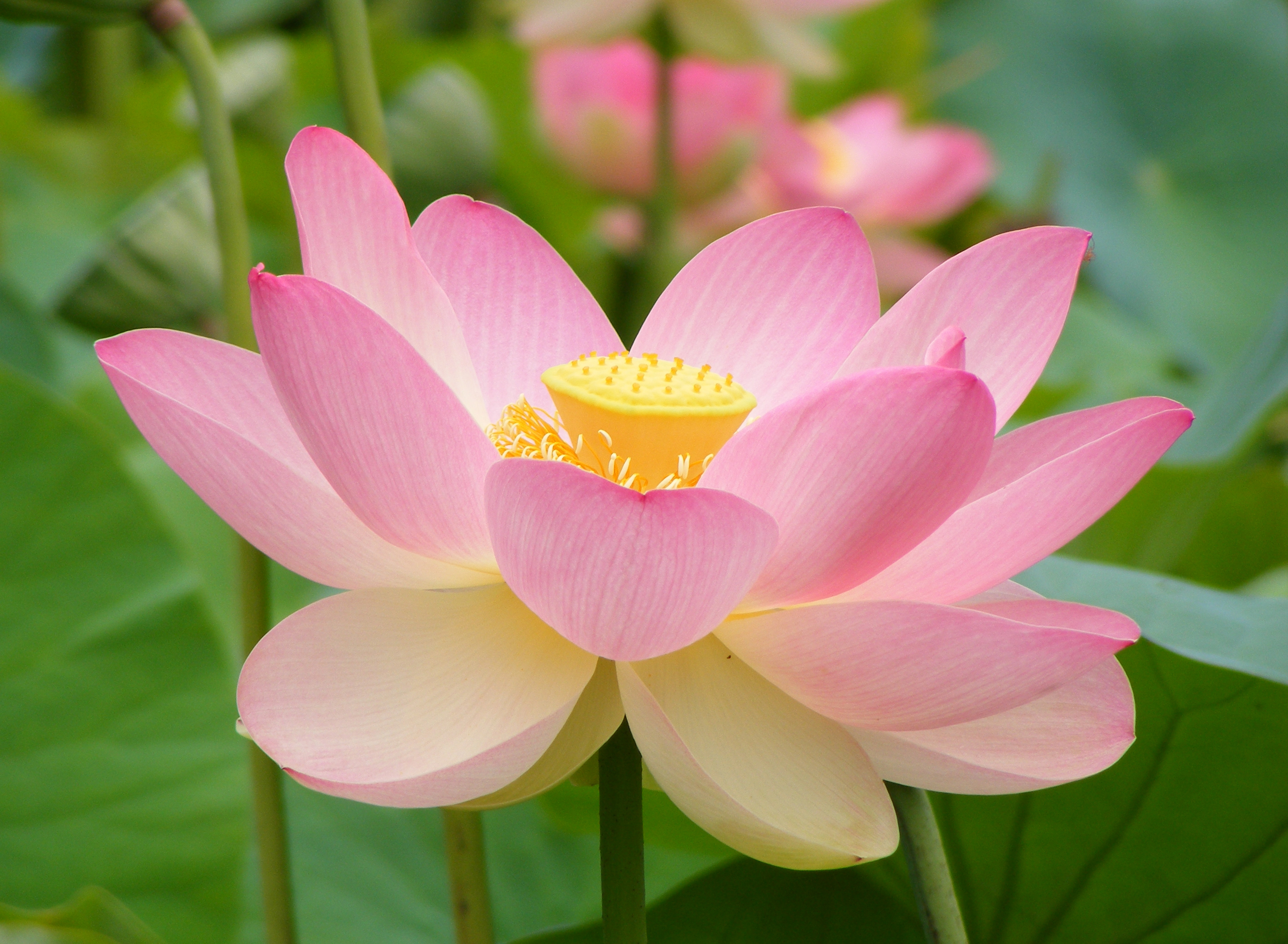
Nelumbo nucifera (lótus sagrado).
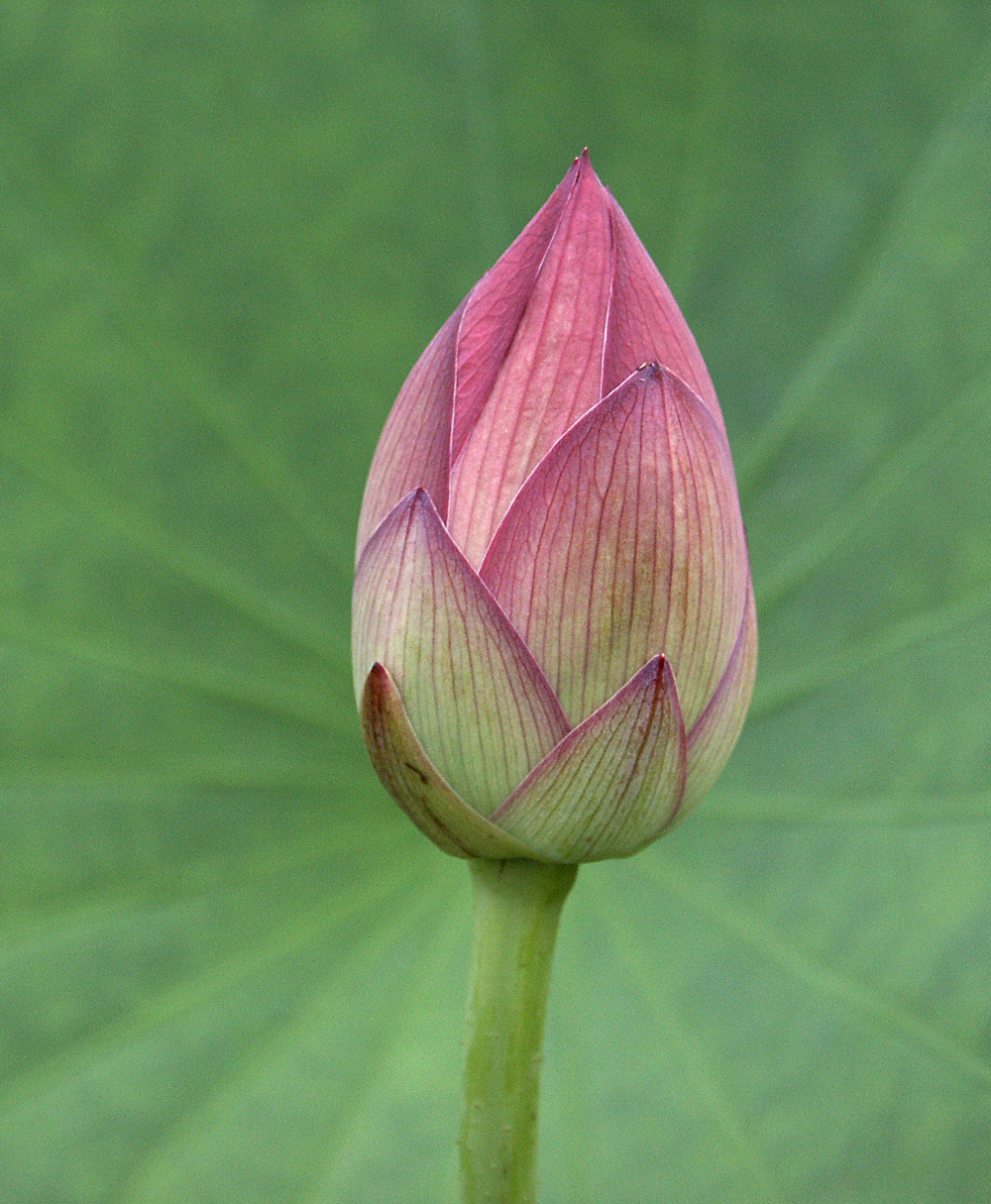
Botão de lótus mostrando o perianto de disposição espiralada, onde as sépalas se parecem cada vez mais com as pétalas em direcção ao centro da espiral.
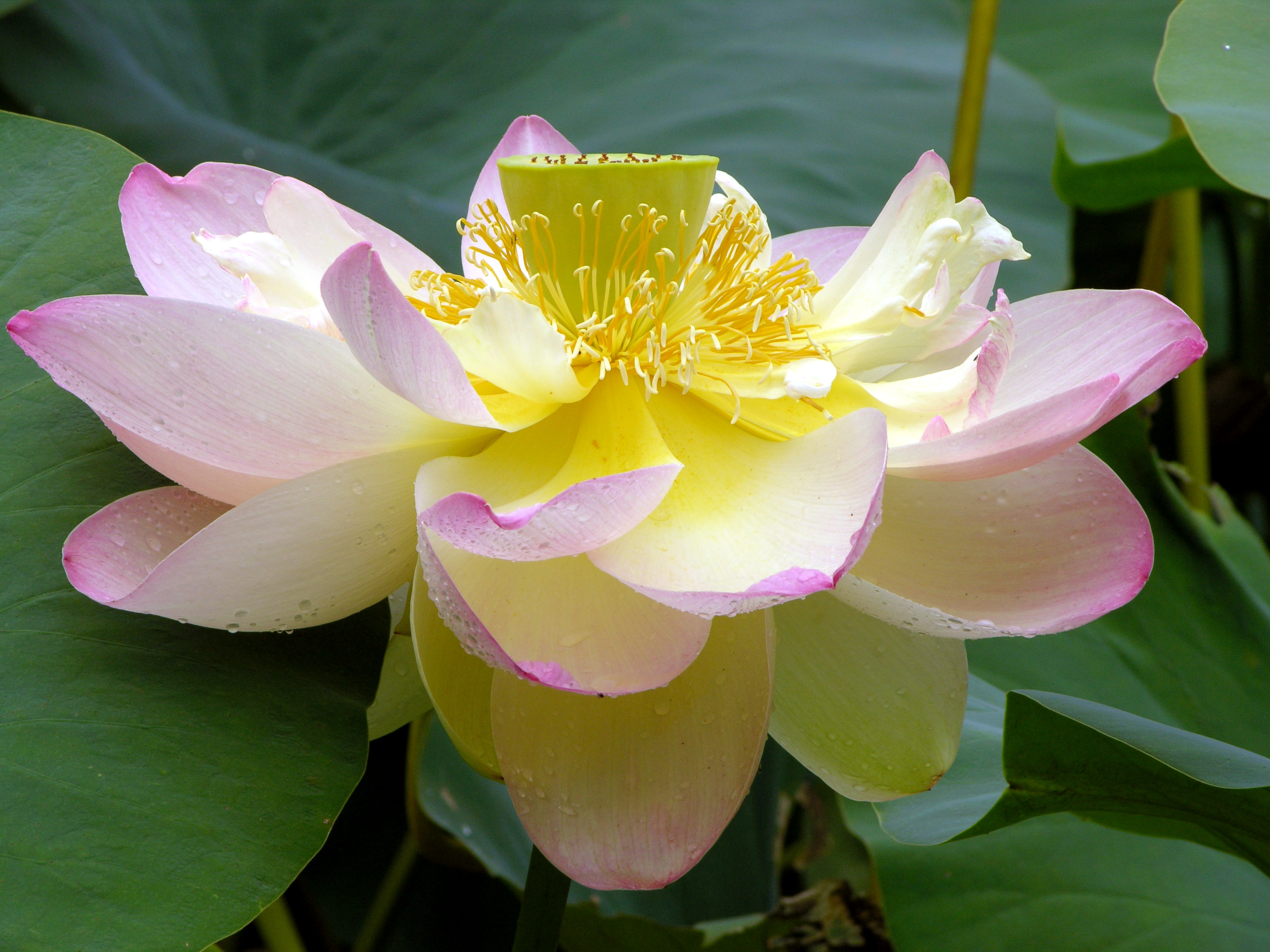
Flor aberta de lótus mostrando os estames filantéreos de anteras não versáteis e os carpelos incrustados na face superior do receptáculo, com estilódio muito curto e estigma circular.
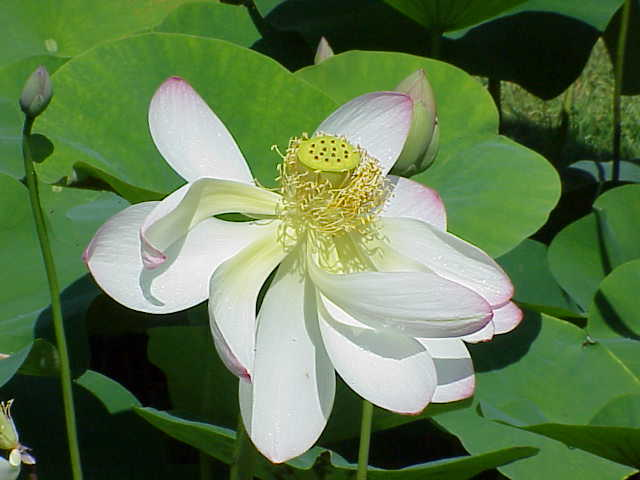
Flor de lótus com perianto e anteras caindo ao terceiro dia após a abertura.
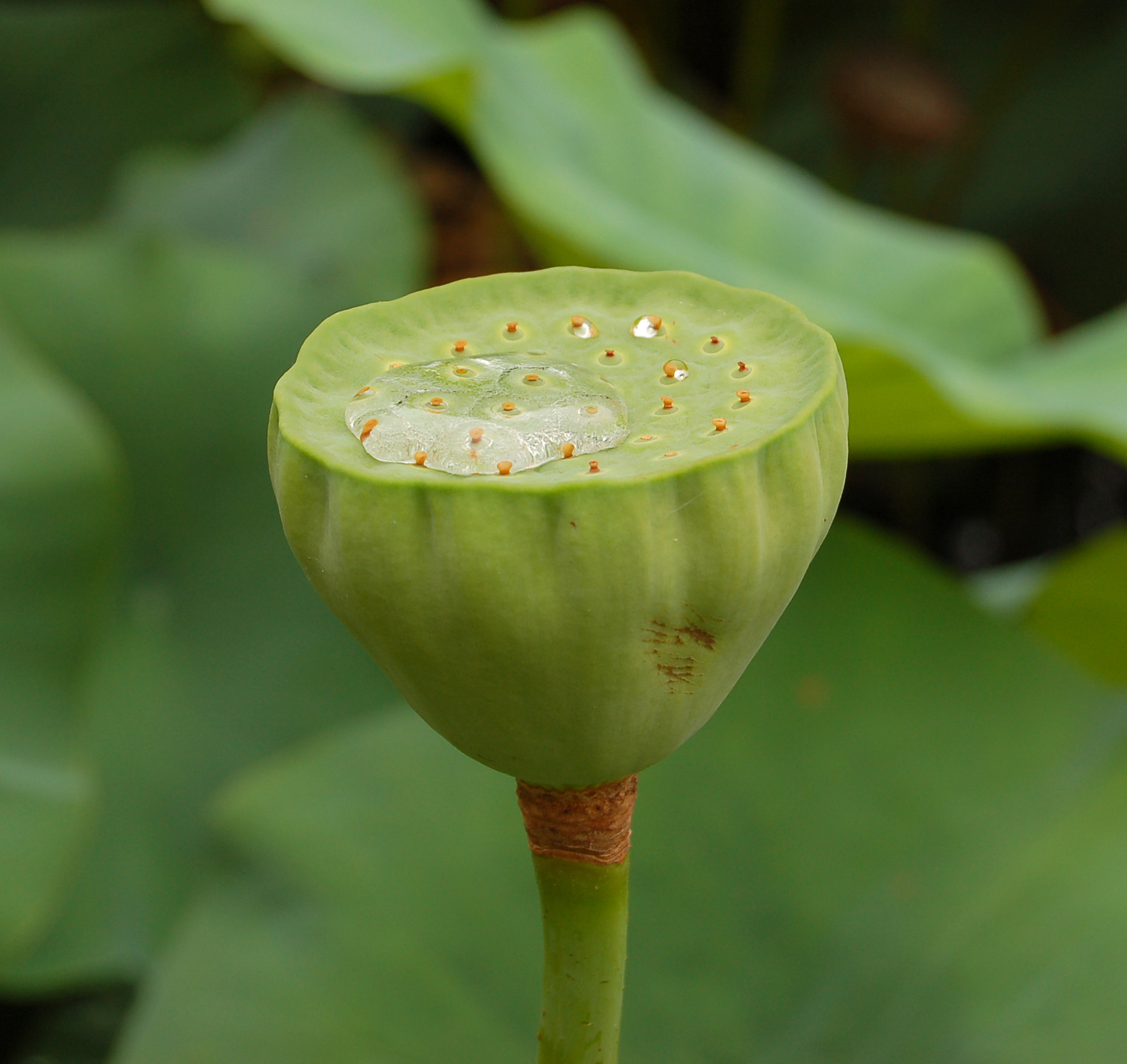
Frutos de lótus. São núculas imersas no receptáculo.
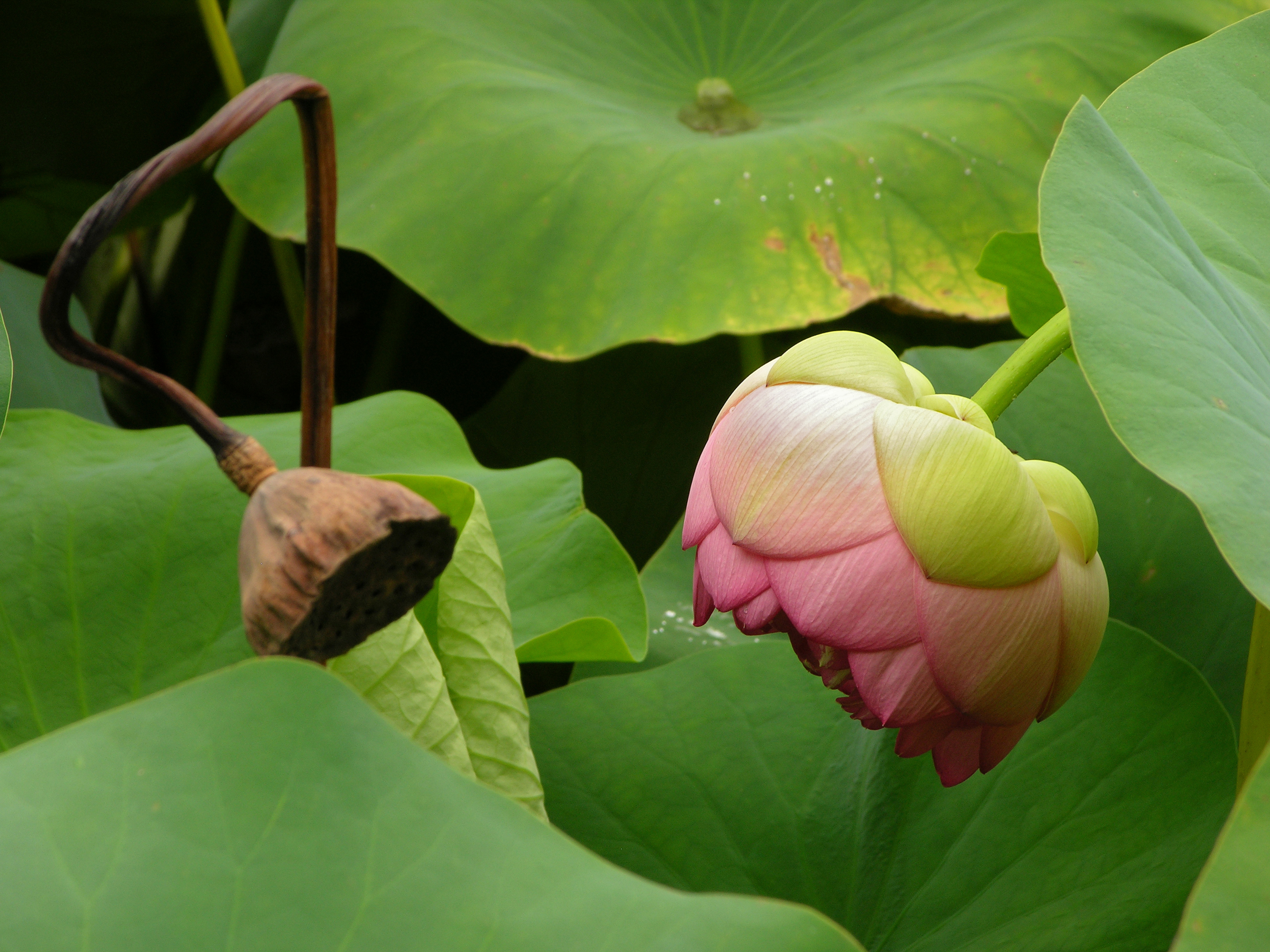
Frutos de lótus. O pedúnculo do fruto dobra-se 180º, produzindo-se la maturação e o escurecimento (o pedúnculo da flor foi girado para a fotografia).